# Kutjevo
Kutjevo (tyska: Chuteowo) är en kommun och stad i östra Kroatien. Kommunen har 7 472 och staden 4 007 invånare (2001). Kutjevo ligger i Požega-Slavoniens län i landskapet Slavonien och är i Kroatien känd för sin långa tradition av vinproduktion.

## Orter i kommunen
Kutjevo utgör huvudorten i kommunen med samma namn. I kommunen finns förutom Kutjevo följande 16 orter: Bektež, Bjeliševac, Ciglenik, Ferovac, Grabarje, Gradište, Hrnjevac, Kula, Lukač, Mitrovac, Ovčare, Poreč, Šumanovci, Tominovac, Venje och Vetovo.

## Historia
1232 nämns staden Kutjevo för första gången i ett skrivet dokument då den katolska Cisterciensorden grundar klostret Vallis Honesta de Gotho i staden. Staden intogs 1536 av de framträngande osmanerna men inkorporerades i det habsburgska riket 1686.
1698 överlämnade den kroatiske adelsmannen Ivan Josip Babić, med samtycke från den habsburgske kejsaren Leopold I, sina besittningar i staden till jesuiterna. Som motkrav ställdes att jesuiterna skulle använda alla intäkter till förmån för den andliga och pedagogiska utvecklingen av folket. Under de kommande åren och decennierna undergick staden stora förändringar. Jesuiterna uppförde 1698 ett gymnasium i närliggande Požega, renoverade det gamla klostret och dess vinkällare, byggde en ny kyrka samt uppförde ett slott i barockstil som stod klart 1735. De främjade vinodling och produktion men även andra hantverk som ledde till en ekonomisk utveckling av Kutjevo och dess omgivningar.
Efter att Jesuitorden upplösts 1773 kom staden att domineras av det statliga ungerska handelskompaniet. Denna epok kännetecknades av stagnation som avbröts först 1882 då den kroatiske baronen Turković från Karlovac tog över handelskompaniets besittningar i Kutjevo. Mellan 1882-1945 främjade familjen Turković vinodlingen i staden samt utökade odlingsarealen vilket skapade flera arbetstillfällen hos lokalbefolkningen och satte Kutjevo på den internationella kartan.

## Arkitektur
Slottet Kutjevo uppfördes 1721-1735 av jesuiterna och är byggt i barockstil. Den är uppförd på platsen för det medeltida kloster som Cisterciensorden tidigare hade uppfört här. Den är uppförd enligt en modell av jesuiten, konstnären och arkitekten Josip Kraljić.